# 시빅센터 (맨해튼)

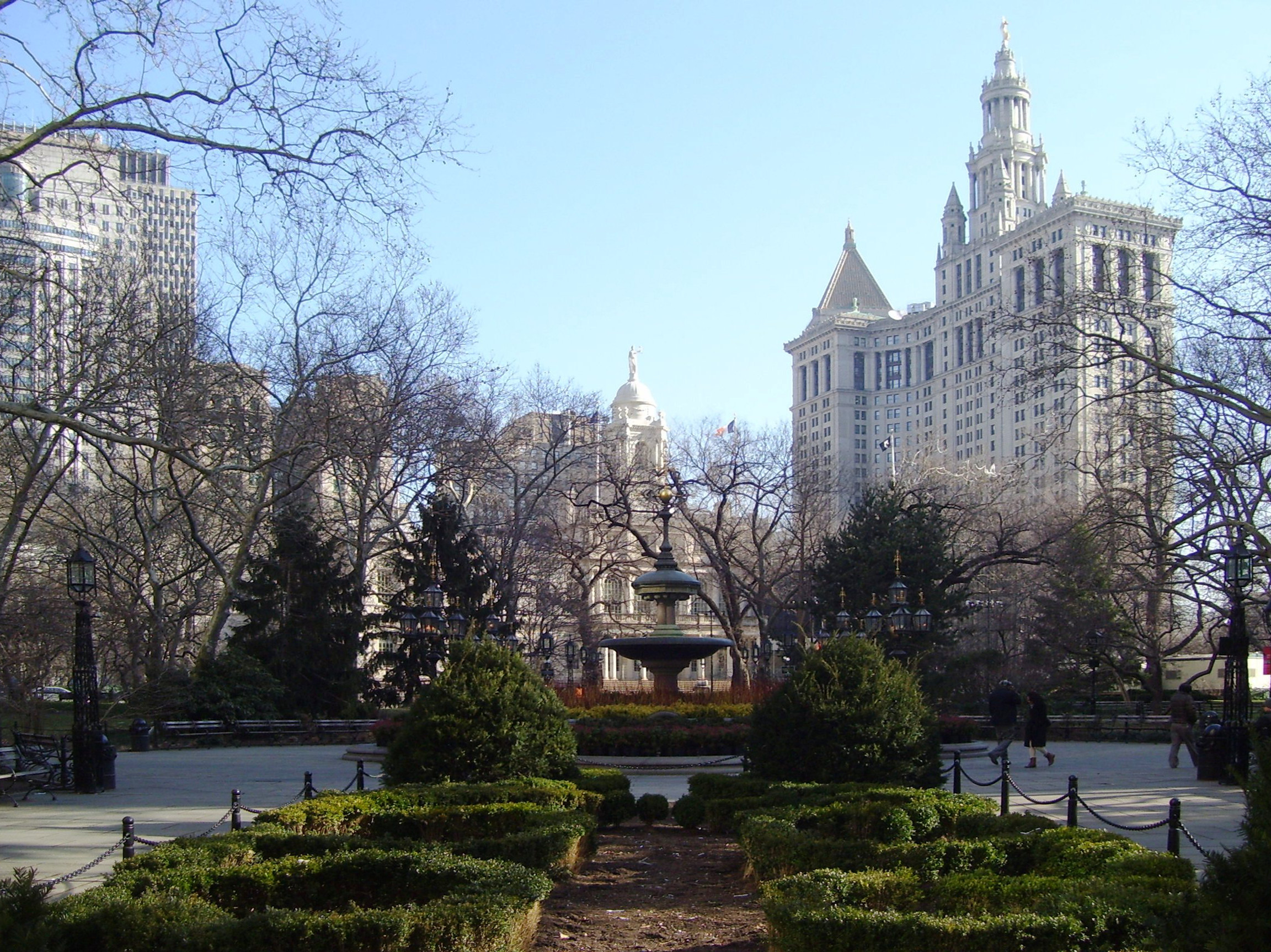
시빅 센터

시빅센터(Civic Center)는 뉴욕 로어맨해튼에 위치한 지역으로, 뉴욕 시청이 있다.